# Marcinho (futebolista)
Márcio Miranda Freitas Rocha da Silva (Campinas, 20 de março de 1981), mais conhecido como Marcinho, é um treinador e ex-futebolista brasileiro que atuava como meio-campista. Atualmente está sem clube.

## Carreira

### Como jogador
Deu os primeiros passos no futebol, ainda criança, nas escolinhas da Ponte Preta no Jardim Eulina, em Campinas. Foi formado nas categorias de base do Paulista, onde chegou em 1996, foi promovido aos profissionais no ano de 2000.
Se destacou e foi convocado para a Seleção Brasileira Sub-20, que disputou a Copa Lusofonia de 1998, competição essa que contou com todos os países que têm o português como idioma oficial.
Em 2001, foi Campeão Brasileiro da Série C e Paulista da Série A2 pelo time de Jundiaí. No mesmo ano, foi novamente convocado pela Seleção Sub-20, conquistando o título Sul-Americano. O meia também teve passagens pela Seleção Brasileira nas categorias Olímpica e principal. 
O bom desempenho despertou interesse do Corinthians, que contratou o jogador em 2002 por empréstimo. Estreou em 28 de agosto, no empate com o Cruzeiro em 1 a 1, pelo Campeonato Brasileiro. Pelo clube, foi vice-campeão brasileiro em 2002.
No ano seguinte, foi negociado com o São Caetano, onde se destacou. Marcinho ajudou o clube a conquistar o maior título de sua história, o Campeonato Paulista de 2004.
Em 2005, foi contratado pelo Palmeiras por quase R$ 2 milhões, onde estreou em 15 de maio. Naquele ano, foi vice-artilheiro do Brasileiro, com 18 gols. Em 2006, foi um dos artilheiros da Libertadores com 5 gols, mesmo com o clube sendo eliminado nas oitavas de final. Pelo clube, fez 88 jogos e marcou 30 gols. 
No dia 4 de janeiro de 2007, veio por empréstimo ao Cruzeiro, na troca do volante Martinez e do lateral-esquerdo Leandro. Estreou em 21 de janeiro, na vitória por 2x1 sobre o Rio Branco-MG, pela primeira rodada do Campeonato Mineiro. Ao todo, fez 51 jogos pelo clube, marcou 7 gols e ganhou o título do Campeonato Mineiro em 2008. 
Em 2008, foi negociado com o Kashima Antlers.
Retornou ao Brasil em 2009, contratado pelo Atlético Paranaense. Pelo Rubro-negro, o atacante foi campeão estadual daquele ano, sendo um dos principais destaques da equipe. Na temporada, ele encerrou com 22 gols em 35 partidas pelo Furacão. 
Em 2010, Marcinho assinou contrato com o Al-Ahli, equipe da Arábia Saudita. Astro da equipe da cidade de Jeddah, o centroavante conseguiu uma média de 2 gols por partida, em sua primeira temporada.
Em maio de 2011 voltou ao Brasil para defender as cores do Atlético-PR.
Em 2012, a Ponte Preta o repatriou com status de contratação de peso, mas a trajetória no Majestoso foi discreto.
Em abril de 2013, o atacante atuou pelo Red Bull na Séria A2 do Campeonato Paulista, onde disputou apenas 12 partidas. 
Em 2014, foi campeão do Paulistão pelo Ituano. Disputou sete partidas na competição, incluindo o jogo do título contra o Santos, no Pacaembu, quando ele bateu e converteu um dos pênaltis na decisão.
Em 2015, defendeu Cabofriense e Amparo, onde acumulou as funções de jogador e gestor na disputa da quarta divisão do futebol estadual.
No final de 2015, anunciou sua aposentadoria dos campos.

### Como treinador
Seu início de trabalho como treinador foi no sub 15 do Ituano em 2018.
Em 2019 ele comandou o time no Campeonato Paulista, levando a equipe até a 2ª fase.
Após trabalhar como auxiliar dos treinadores Maurício Barbieri e Pedro Caixinha no RB Bragantino, Marcinho foi anunciado como técnico do Ituano no dia 26 de maio de 2023. Deixou o cargo em fevereiro de 2024, depois de uma eliminação na Copa do Brasil e em meio aos maus resultados no Campeonato Paulista. Deixou o clube com um aproveitamento de 34%, em 40 jogos à frente do Rubro-negro foram oito vitórias, 17 empates e 15 derrotas.

## Títulos

### Como jogador
Paulista[carece de fontes?]
- Campeonato Paulista - Série A2: 2001
- Campeonato Brasileiro - Série C: 2001

São Caetano[carece de fontes?]
- Campeonato Paulista: 2004

Cruzeiro[carece de fontes?]
- Campeonato Mineiro: 2008

Atlético Paranaense[carece de fontes?]
- Campeonato Paranaense: 2009

Ituano
- Campeonato Paulista: 2014[26]

Seleção Brasileira[carece de fontes?]
- Copa Lusofonia Sub-20: 1998
- Copa Tailândia Sub-20: 2000
- Sul-Americano Sub-20: 2001

### Outras conquistas
Palmeiras[carece de fontes?]
- Taça 125 Anos do Corpo de Bombeiros: 2005

Atlético Paranaense
- Challenger Brazil/USA: 2009[27]

### Artilharias
Palmeiras
- Copa Libertadores da América: 2006 (5 gols)[4]